# Redline Support
Redline Support är en supporterförening till Borås HC. Redline Support bildades 2007 sedan lagets supporterskara under en tid stått utan organisation. Föreningen arbetar för att öka läktarstödet för Borås HC på hemma- och bortais, att skapa en levande läktarkultur kring lagets matcher och att i stort öka intresset för hockeyn i Borås.